# LocoScript
El procesador de textos LocoScript de Locomotive Software se incluyó con cada Amstrad PCW, una familia de ordenadores basados en Zilog Z80 y CP/M 3.0 que se comercializaron desde 1985. Posteriormente se lanzó una versión para el IBM PC, siendo de interés para quienes habían comenzado en los PCW antes de comprar un PC.
En su momento de mayor popularidad LocoScript tenía una reputación entre sus usuarios de relativamente fácil aprendizaje, sobre todo frente a los éxitos de ventas contemporáneos WordPerfect y WordStar. También, especialmente tras del lanzamiento de LocoScript 2, tenía amplio soporte de los caracteres especiales para casi cada lengua europea; éstos se podrían todos imprimir correctamente en la impresora del PCW, aunque no todos si se empleaba una impresora de terceros.
Parte de su facilidad de uso residía en correr en un hardware diseñado a propósito. El PCW tenía las teclas especiales para cortar, copiar y pegar (cut, copy, paste), así como activar formato y desactivar formato (representados por unos signos + y - recuadrados, respectivamente). En algunos otros respectos, LocoScript tomaba prestadas ideas de diseño de las corrientes en boga entonces. Por ej., en comparación con las miríadas de combinaciones de teclas de control de WordStar y WordPerfect, utilizada los menús desplegables situados en una barra de menús en lo alto de la pantalla, con teclas de acceso rápido para los comandos individuales. Sin embargo, esto no era conforme al estándar CUA (Common User Access) publicado en 1987. En su lugar, cada menú se desplegaba pulsando una de las teclas de función. El PCW, como el Commodore 64, sobrecargó las teclas de función; las funciones de evento numerado se accedían pulsando Shift + tecla con número impar.

## Características
El programa arrancaba directamente desde el disquete, careciendo de capa separada de sistema operativo, pero utilizando la misma estructura de disco que el de los PCW : CP/M. Como en WordStar, la pantalla inicial del programa era un gestor de ficheros; un documento debía seleccionarse antes de abrirlo para edición, o indicarse un nombre de fichero para un nuevo documento. Actualmente, con todo el soft basado en GUI puede sonar extraño, pero en los 80 era una batalla abierta entre una escuela que mostraba una pantalla de gestión de ficheros (con WordStar a la cabeza) y quienes mostraban un documento en blanco listo para escribir (con WordPerfect de líder).
El CP/M de 8 bits no soportaba los subdirectorios jerárquicos, pero en un gesto al soporte de multiusuario, cada disco podía tener hasta 16 areas de usuario, numeradas 0 a 15. Esto era esencialmente 16 directorios fijos con el 0 como raíz común. Locoscript permitía al usuario dar nombres significativos a las áreas 0-7, siendo esto útil para ordenar y categorizar documentos, y utilizaba las áreas 8-15 para los archivos borrados, llamados los archivos en el limbo. Al borrar un fichero de las áreas 0 a 7 se le movía al área 8 y posteriores, implementando por este método una sencilla papelera con capacidad de recuperar ficheros.
Como gestor único del almacenamiento en disco , no necesitaba de las extensiones de fichero en los ficheros LocoScript, por lo que se podían usar los 11 caracteres para nombrarlos. (la convención 8.3 para nombrar ficheros tuvo su origen en CP/M, siendo heredada por MSX-DOS, MS-DOS, OS/2 y Microsoft Windows).
Hoy en día, todavía hay compañías que soportan LocoScript y su comunidad de usuarios, ofreciendo nuevas versiones, utilidades y extensiones, y utilidades para el hardware del Amstrad PCW, así como para MS-DOS y Microsoft Windows. Existe soft de conversión entre documentos LocoScript y los formatos populares en los PCs, así como programas de transferencia entre los PCW y los diferentes sistemas operativos del PC y el Apple Macintosh (incluyendo cables adaptadores para puerto serie e incluso unidades de disco de 3 pulgadas).